# Lightworks
A Lightworks egy nemlineáris videoszerkesztő rendszer, melyet az EditShare fejleszt.

## Története
Az OLE Limitedet 1989-ben alapította Paul Bamborough, Nick Pollock és Neil Harris. 1994-ben eladták a Tektronixnak, ám a cég nem volt sikeres a program fejlesztésében. 1999-ben az újonnan alakult Lightworks Inc.-nek adták tovább, melyet a Fairlight Japan birtokolt, s melyet végül a Gee Broadcast vásárolt meg 2004 májusában.
2009 augusztusában egy angol–amerikai vállalat, az EditShare megvásárolta a Lightworks vágóplatformot a Gee Broadcasttól (beleértve a Geevs videó-szerverrendszert). A National Association of Broadcasters éves gyűlésén, 2010. április 11-én az EditShare bejelentette, hogy nyílt forrásúvá teszi a Lightworkst. 2010. november 9-én az International Broadcasting Conventionön jelentették be november 29-től letölthetővé válik a nyílt forrású LightWorks. Elindult a nyilvános Beta program, de eddig nem jelent meg nyílt forráskódú verzió. A program jelenleg Freemium licensz alá tartozik.
2012. május 28-án megjelent a 11-es verzió. Először csak Windowson, majd szépen követte ezt a Linux és a Mac verzió is. Ma már keresztplatformos alkalmazásként a 3 platformon azonos időben jönnek az új kiadások. 

## Üzleti modell
A szoftvercsomag alapvetően két csomagot kínál:
- ingyenes (korlátozott exportálási lehetőségekkel és egyes funkciók hiányával)
- Pro (fizetős, teljes funkcionalitás, teljes support)

A Pro verzió elérhető havi, éves és korlátlan előfizetésként is.

## Filmek, melyekhez Lightworks-öt használtak
| Film címe                   | Év   | Rendező           | Vágó               | Szoftver   |
| --------------------------- | ---- | ----------------- | ------------------ | ---------- |
| Ponyvaregény (Pulp Fiction) | 1994 | Quentin Tarantino | Sally Menke        | Lightworks |
| Romeo + Juliet              | 1996 | Baz Luhrmann      | Jill Bilcock       | Lightworks |
| L.A. Confidential           | 1997 | Curtis Hanson     | Peter Honess       | Lightworks |
| Moulin Rouge!               | 2001 | Baz Luhrmann      | Jill Bilcock       | Lightworks |
| 28 Days Later               | 2002 | Danny Boyle       | Chris Gill         | Lightworks |
| Bruce Almighty              | 2003 | Tom Shadyac       | Scott Hill         | Lightworks |
| Revolutionary Road          | 2008 | Sam Mendes        | Tariq Anwar        | Lightworks |
| Centurion                   | 2010 | Neil Marshall     | Chris Gill         | Lightworks |
| A király beszéde            | 2010 | Tom Hooper        | Tariq Anwar        | Lightworks |
| A Wall Street farkasa       | 2013 | Martin Scorsese   | Thelma Schoonmaker | Lightworks |

## Jellemzők
A felhasználói kontroll felület hasonló az iparági sztenderdnek számító Steenbeck kontrollerhez melyet a nemlineáris videoszerkesztőknél használnak.